# 泰隆 (科羅拉多州)
泰隆（英語：Tyrone）是位於美國科羅拉多州拉斯阿尼馬斯縣的一個非建制地區。該地的面積和人口皆未知。

## 地理
泰隆的座標為37°27′15″N 104°12′15″W / 37.45417°N 104.20417°W，而該地的平均海拔高度為1689米（即5541英尺）。